# Andersbo, Film
Andersbo är en by i nordöstra delen av Films socken i Östhammars kommun, nordöstra Uppland.
Andersbo ligger mellan Österbybruk och Lövstabruk längs länsväg C 710 cirka 10 kilometer norr om Österbybruk. Byn består av enfamiljshus samt bondgårdar.
Väster om byn ligger det stora naturreservatet Florarna. I byns omgivningar finns många spår av gammal gruvdrift, vilket givetvis hänger ihop med närheten till gruvfältet i Dannemora.
Andersbo har en bygdegård, även om denna rent fysiskt ligger i grannbyn Kilen som ligger någon kilometer norr om Andersbo. Bygdegården används för teater, föreningsaktiviteter och festligheter såsom bröllopsmiddagar etc.
I Andersbo möts länsvägarna C 710 samt C 724.